# Gustav Weiner
Gustav Weiner (* 10. Mai 1901 in Neuötting; † 10. April 1984 in Ebersberg) war ein deutsch-jüdischer Komponist, Pianist, Kapellmeister und Gesangslehrer mit böhmischen Wurzeln. 

## Leben

### Familie
Gustav Weiners Eltern waren der Textilwarenhändler Ottokar Weiner aus Neuötting und Rosa Weiner, geb. Fleischner aus München. Er war der Bruder der Opernsängerin und Schauspielerin Margarethe Valentine (Gretl) Weiner und von Gertrud Weiner. Die Mutter und beide Schwestern wurden am 13. März 1943 von München nach Auschwitz deportiert und dort ermordet. Weiner war mit Gertrud (Trudl) Schultz verheiratet. Aus dieser Ehe gingen drei Kinder hervor, von denen der einzige Sohn, Peter Weiner (1937–2020), ebenfalls Komponist wurde und viele Jahre als Percussionist beim Münchner Rundfunkorchester tätig war.

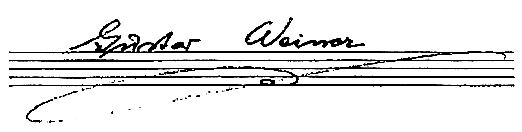
Unterschrift von Gustav Weiner auf einem Notenblatt

### Ausbildung und Beruf
Nach dem Besuch der Volksschule in Neuötting, dem Realschul-Internat in Landshut und drei Jahre Oberrealschule in München schloss Weiner diese mit dem Abitur ab. Die musikalische Ausbildung begann am Konservatorium in Karlsruhe. Er besuchte die Meisterklassen für Komposition, Dirigieren und Klavier an der Akademie der Tonkünste in München u. a. bei Siegmund von Hausegger und Joseph Haas. Zusätzlich nahm er Privatunterricht bei Hermann Wolfgang von Waltershausen. 
Nach dem Studium folgten erste Engagements am Landestheater Altenburg, am Münchner Volkstheater, beim Jüdischen Kulturbund in Berlin und beim Bayerischen Rundfunk.

### Zeit des Nationalsozialismus
Ab 1934 begann Weiner unter den Repressalien der Nationalsozialisten zu leiden. In den Folgejahren verlor er nach und nach alle Engagements und Schüler. Mit Erlass vom 29. November 1938 wurde Weiner aus der Reichsmusikkammer ausgeschlossen und ein Berufsverbot verhängt. Vom 10. November 1938 bis 23. Dezember desselben Jahres war er im KZ Dachau interniert. Die Verhaftung geschah im Zusammenhang mit der „Reichskristallnacht“ vom 9./10. November 1938 im Rahmen der Durchführung des Befehls Aktionsjuden. Weiners nichtjüdische Ehefrau intervenierte persönlich bei Hans Hinkel, einem Bekannten der Familie in Berlin, der zuvor in Neuötting, dem Geburtsort Weiners, gelebt und gearbeitet hatte und mit einer Neuöttingerin verheiratet war, für seine erfolgreiche Freilassung. Da Hinkel aufgrund seiner Funktion und seines Ranges den „Aktionsjuden“-Befehl kennen musste und damit von der ohnehin bevorstehenden Freilassung wusste, ist jedoch unwahrscheinlich, dass er persönlich bei der Freilassung geholfen hat. Dennoch bestätigte Weiner in mehreren Entnazifizierungsschreiben den Einsatz für seine Freilassung.
Bis März 1941 war Weiner arbeitslos. Ab Frühjahr 1941 arbeitete er als Zwangsarbeiter im Judenlager Milbertshofen, dann in der Flachsröste Lohhof und ab September 1941 am Schwabinger Güterbahnhof in einem Lager der Süddeutschen Ölwerke. Anfang 1945 sollte Weiner in ein anderes Lager verlegt werden. Sein Vorgesetzter bei den Süddeutschen Ölwerken, Ferdinand Lehner, rettete Weiner das Leben, in dem er ihn aus gesundheitlichen Gründen als nicht transportfähig erklärte. Vor dem nächsten geplanten Abtransport besetzen amerikanische Truppen am 30. April 1945 München. Weiners Frau und Kinder überlebten den Krieg von 1943 bis Kriegsende in einem Versteck bei einem Bergbauern am Stadlberg bei Miesbach.

### Nachkriegszeit
Gezeichnet von seiner Verfolgung und der seiner Familie, aber geprägt vom Überleben, stand sein Leben nach dem Krieg im Zeichen der Versöhnung. So schrieb er nicht nur für den vermeintlichen Helfer seiner Freilassung aus dem KZ, sondern für viele, vom Professor bis zum Bäcker um die Ecke, für ihn auch zum Teil wenig bekannte Menschen, die unter die Entnazifizierung fielen, zahlreiche, wohlwollende Entnazifizierungsschreiben.

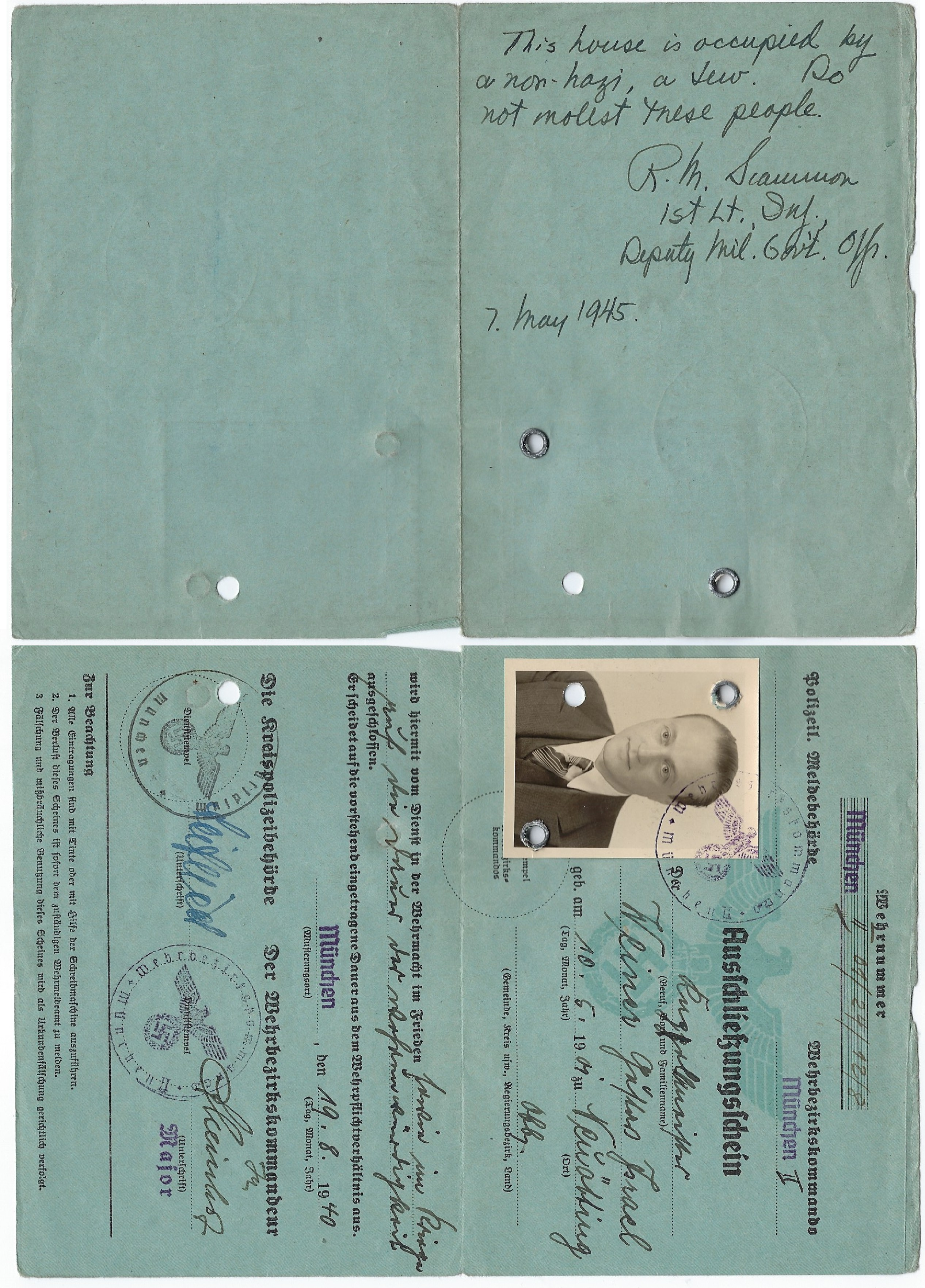
Autograph eines amerikanischen Offiziers der amerikanischen Besatzungszone zum Schutze Weiners auf der Rückseite dessen Ausschließungsscheins von der Wehrmacht. Erstellt vermutlich am Stadlberg bei Miesbach einen Tag vor dem Ende des 2. Weltkriegs. Der Name „Israel“ wurde von den NS-Behörden gemäß der Namensänderungsverordnung hinzugefügt.

Nach dem Krieg war Weiner ein Mann der ersten Stunde beim BR, der damals noch Radio Munich hieß. Er arbeitete dort als freier Komponist (Die Kleine Suite für Oboe und Klavier ist ein solches Werk), Pianist, Liedbegleiter und Dirigent. Ab 1. September 1946 hatte Weiner außerdem einen Vertrag als Kapellmeister und Korrepetitor am Staatstheater am Gärtnerplatz. 
Im Februar 1955 wurde er bei einem Verkehrsunfall mit seinem Moped schwer verletzt und lag wochenlang im Koma. Nach seiner Genesung versuchte er die Wiederaufnahme seiner Tätigkeit als Kapellmeister am Gärtnerplatztheater, musste aber nach kurzer Zeit 1957 seine hauptberufliche Tätigkeit dort wegen der Unfallfolgen aus gesundheitlichen Gründen beenden. Ab dieser Zeit konzentrierte er sich bis zu seinem Tod 1984 vor allem auf das Komponieren.

## Werke als Komponist (Auswahl)
- Landler (um 1920)
- Spieluhr (o. J.)
- A boarischer Landler (o. J.)
- Invention 1923 (o. J.)
- Champagnerwette (UA 1927)
- Du bist doch die schönste Frau (um 1932)[11]
- Zwei Stunden Cabaret (um 1932)[12]
- Eine Frau aus Honululu (um 1932)[13]
- Frau Debrecin (um 1932)[14]
- Hochzeitslied (um 1933)
- 1938 (1938)
- Flachswalzer (um 1943)
- Kinder im Zauberberg (UA 1947)[15]
- Kleine Suite für Oboe und Klavier (1949)
- Capriccio (o. J.)
- Minimundus I (o. J.)
- Minimundus II (o. J.)
- Fuge (o. J.)
- Abschiedslied (o. J.)